# Ctenomys conoveri
Ctenomys conoveri là một loài động vật có vú trong họ Ctenomyidae, bộ Gặm nhấm. Loài này được Osgood mô tả năm 1946.